# Cúp Puskás 2009
Cúp Puskás 2009 là mùa giải thứ hai của Cúp Puskás và diễn ra từ 2 đến 5 tháng Tư. Ferencvárosi TC là đương kim vô địch. Ferencvárosi TC giành chức vô địch đầu tiên khi đánh bại Budapest Honvéd FC 2-1 trong trận chung kết.

## Đội bóng tham gia
- ŠK Slovan Bratislava (được mời)
- Budapest Honvéd FC (đội cũ của Ferenc Puskás)
- Ferencvárosi TC (được mời)
- Panathinaikos F.C. (đội cũ của Ferenc Puskás)
- Puskás Academy (chủ nhà)
- Real Madrid C.F. (đội cũ của Ferenc Puskás)

## Địa điểm
- Stadion Sóstói
- Felcsút

Kết quả
| Từ khóa các màu trong bảng |
| -------------------------- |
| Vào Chung kết              |

| Đội bóng        | St | T | H | B | BT | BB | Đ |
| --------------- | -- | - | - | - | -- | -- | - |
| Budapest Honvéd | 2  | 2 | 0 | 0 | 7  | 3  | 6 |
| Real Madrid     | 2  | 1 | 0 | 1 | 5  | 5  | 3 |
| Panathinaikos   | 2  | 0 | 0 | 2 | 1  | 5  | 0 |

| Đội bóng          | St | T | H | B | BT | BB | Đ |
| ----------------- | -- | - | - | - | -- | -- | - |
| Ferencváros       | 2  | 1 | 1 | 0 | 2  | 1  | 4 |
| Slovan Bratislava | 2  | 0 | 2 | 0 | 1  | 1  | 2 |
| Puskás Academy    | 2  | 0 | 1 | 1 | 2  | 3  | 1 |

### Tranh hạng 5
| Puskás Academy | 0-2 | Panathinaikos |

### Tranh hạng 3
| Real Madrid | 3-2 | Slovan Bratislava |

### Chung kết
| Ferencváros | 2-1 | Budapest Honvéd |